# Pieter Pietersz Bicker

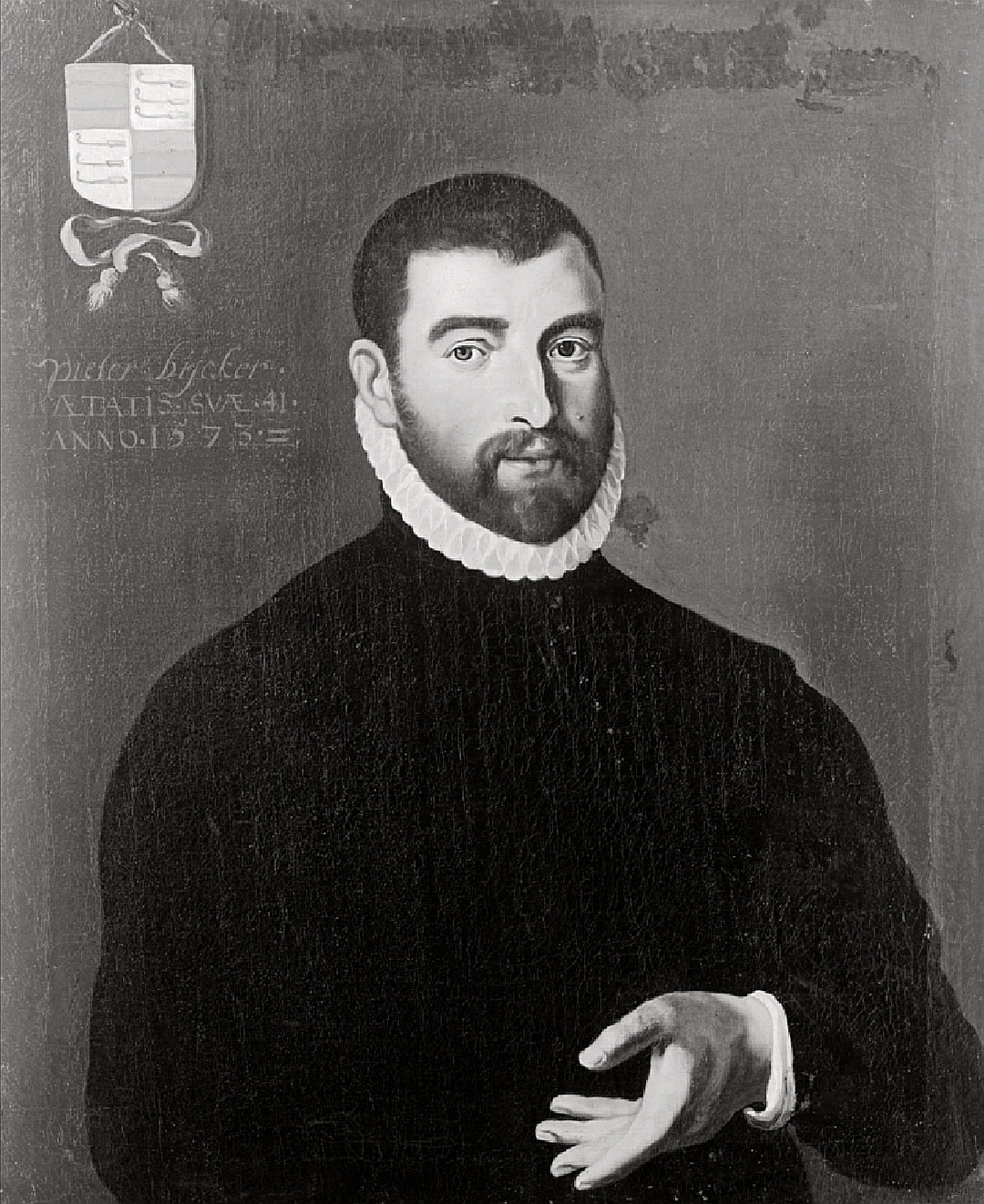
Porträt des Pieter Pietersz Bicker

Pieter Pietersz Bicker (* 1522 in Amsterdam; † 1585 ebenda) war ein Amsterdamer Bierbrauer und Politiker.

## Biografie
Pieter Pietersz Bicker war der Sohn von Pieter Gerritsz. Bicker (1497–1567) und Anna Codde. Seine Brüder waren Dirk, Jan und Jacob Bicker. Pieter Gerritsz selbst war ein Sohn von Machteld Pietersdr Bicker (um 1455–1516) und Gerrit Dirkse (Helmer) van den Anxter (gest. 1521/26), hatte den Familiennamen Bicker von seiner Mutter übernommen, und wurde daher zum Stammherren der bedeutenden Amsterdamer Familie. Pieter Pietersz Bicker ehelichte Lijsbeth Banninck [eine Vorfahrin des Frans Banninck Cocq] und hatte mit ihr drei Söhne:
- Gerrit Bicker, (1554–1604), Händler, Kaufmann, Politiker
- Jacob Pietersz Bicker (1555–1587) ehelichte Aeff Jacobsdr de Moes
  - Jacob Jacobsz Bicker (1581–1626), Kaufmann, Kommissar von Amsterdam, Heemraad van Nieuwer-Amstel[4]
- Laurens Bicker (1563–1606), Reisender, Admiral, Händler

Seine Tochter Dieuwer Jacobsdr Bicker (1584–1641) entsprang seiner zweiten Ehe. Sie war mit Jan van Helmont verheiratet und wurde durch Jacob Adriaensz. Backer gemalt.
1566 war Pieter Pietersz Bicker als Amsterdams Gesandter in den Handelsstreit mit Danzig involviert. 1575 unternahm er eine Reise nach Friesland. Bei seiner Rückkehr nach Amsterdam wurde er wegen des Verdachts mit den Geusen im Bunde zu stehen aus der Stadt verbannt, aber kurze Zeit später aufgrund seines Bekenntnisses auf den König von Spanien als legitimen Grafen von Holland und die Katholische Religion begnadigt. 1576 war er gemeinsam mit Dirck Jansz Graeff als Delegierter der niederländischen Generalstaaten in Hamburg und Bremen tätig, wobei er dort für die niederländische Regierung ein Darlehen von 600.000 Gulden aufnehmen konnte.

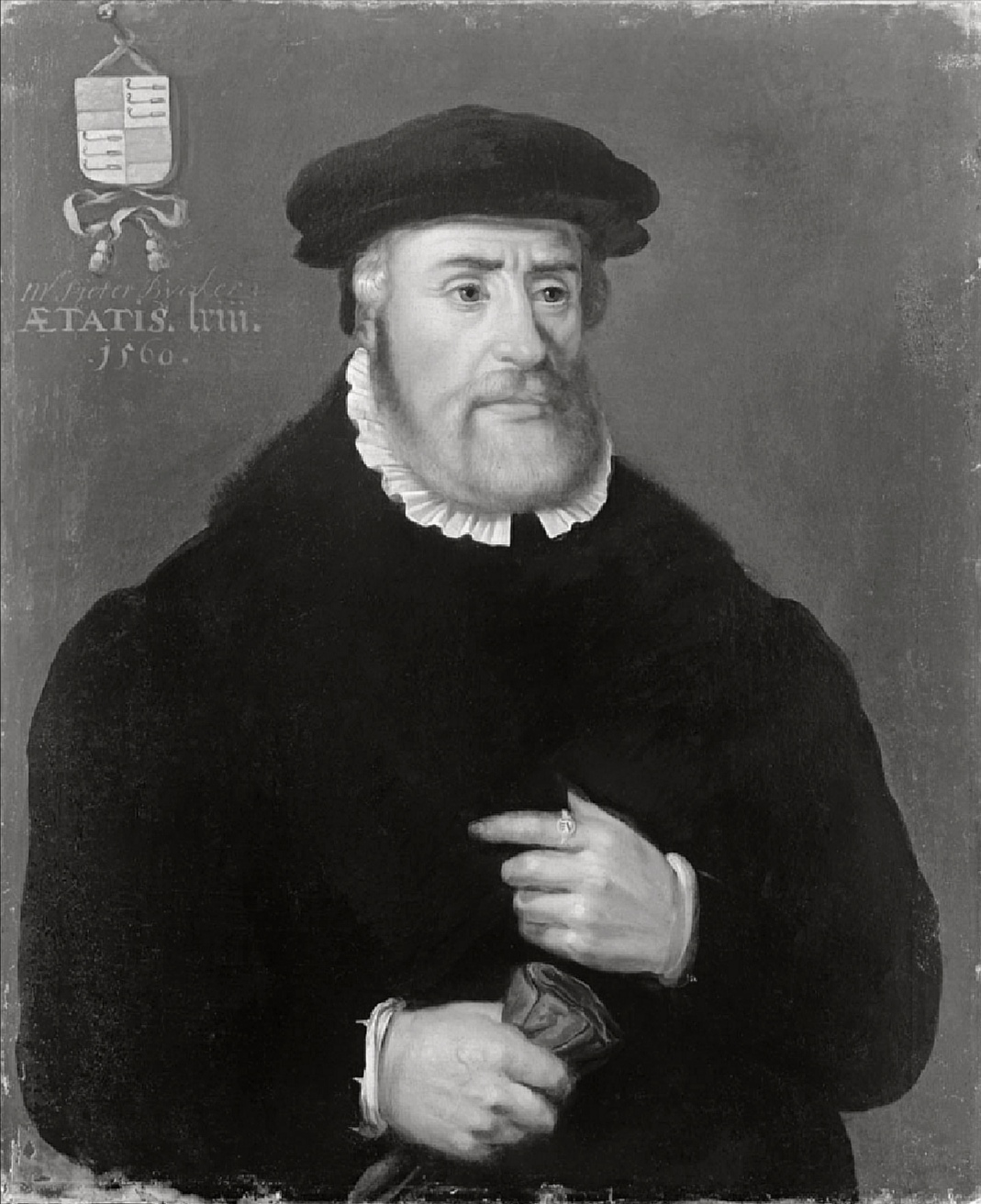
Bickers Vater Pieter Gerritsz Bicker (1497–1567)
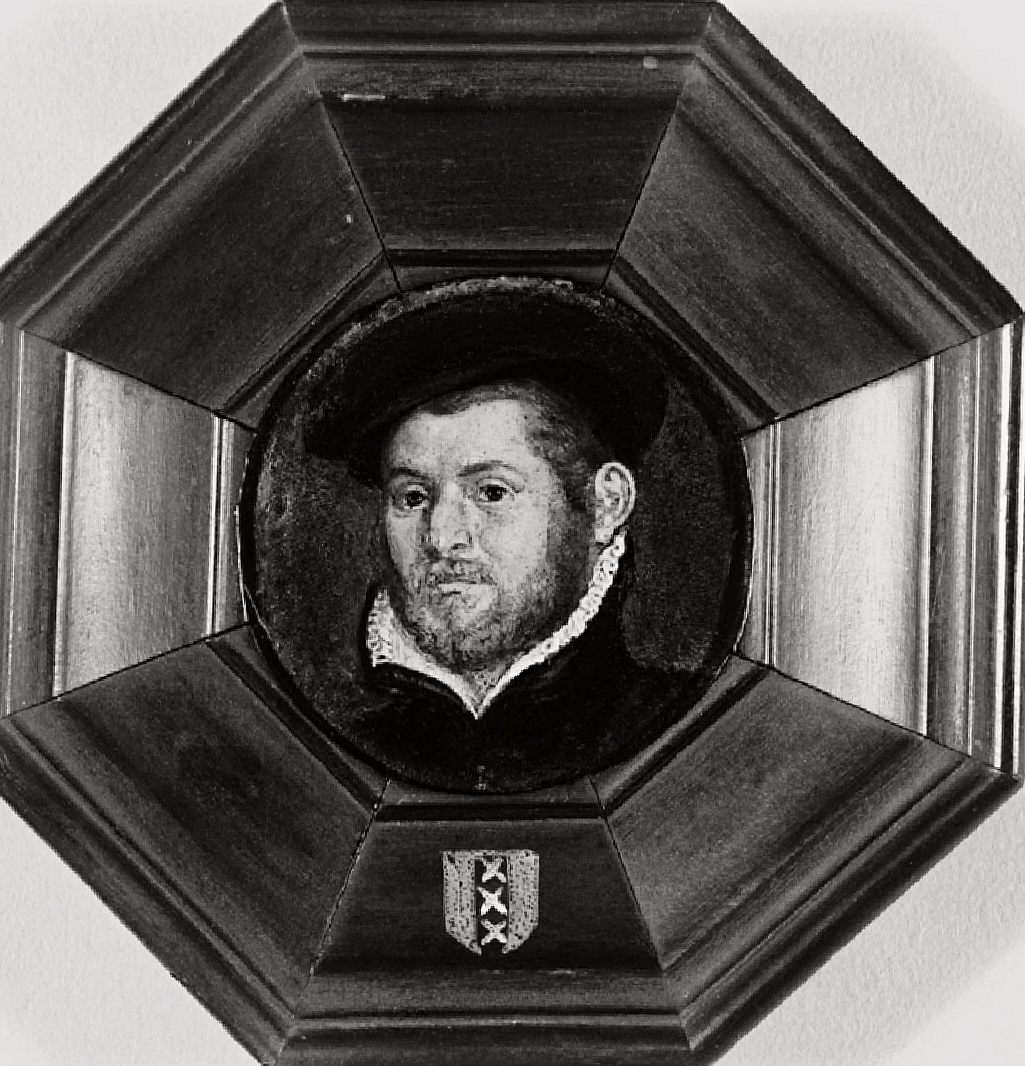
Bickers Sohn (unsicher) Jacob Pietersz Bicker